# Élections législatives de 1906 dans l'Aveyron
Les élections législatives dans l'Aveyron, ont lieu les dimanches 6 mai 1906 et 20 mai 1906.
Elles ont pour but d'élire les 7 députés représentant le département à la Chambre des députés pour un mandat de quatre années.

## Mode de scrutin
L'élection se fait au scrutin d'arrondissement, soit un mode uninominal majoritaire à deux tours.
La circonscription pour l'élection est l'arrondissement.
Le scrutin est individuel, chaque arrondissement élisant un député.
Les arrondissements qui ont plus de cent mille habitants sont divisés. Dans ce cas on élit un député par circonscription électorale.
L'article 18 précise qu'il faut réunir pour être élu au premier tour :
1. La majorité absolue des suffrages exprimés ;
2. Un nombre de suffrages égal au quart des électeurs inscrits.

Au deuxième tour la majorité relative suffit. En cas d'égalité c'est le plus âgé qui est élu.

## Résultats par arrondissement

### Arrondissement d'Espalion
- La circonscription regroupe tous les cantons de l'arrondissement, au nord du département.

|                | Joseph Massabuau * | Conservateur   | 7 039  | 55,99  |  |  |
|                | Calmels            | SFIO           | 5 533  | 44,01  |  |  |
|                |                    |                |        |        |  |  |
| Inscrits       | Inscrits           | Inscrits       | 17 116 | 100,00 |  |  |
| Votants        | Votants            | Votants        | 12 860 | 75,13  |  |  |
| Blancs et nuls | Blancs et nuls     | Blancs et nuls | 288    | 2,24   |  |  |
| Exprimés       | Exprimés           | Exprimés       | 12 572 | 97,76  |  |  |

*sortant

### Arrondissement de Millau
- La circonscription regroupe tous les cantons de l'arrondissement, au sud-est du département.
- L'élection a été contesté.

| Candidats      | Candidats         | Étiquette      | Premier tour | Premier tour | Ballottage | Ballottage |
| Candidats      | Candidats         | Étiquette      | Voix         | %            | Voix       | %          |
| -------------- | ----------------- | -------------- | ------------ | ------------ | ---------- | ---------- |
|                | Amédée Vidal      | Libéral        | 8 410        | 49,86        | 8 507      | 49,94      |
|                | André Balitrand * | Rad ind        | 7 860        | 45,53        | 8 528      | 50,06      |
|                | Pourcel           | SFIO           | 552          | 3,27         |            |            |
|                |                   |                |              |              |            |            |
| Inscrits       | Inscrits          | Inscrits       | 20 392       | 100,00       | 20 392     | 100,00     |
| Votants        | Votants           | Votants        | 16 921       | 82,98        | 17 197     | 84,33      |
| Blancs et nuls | Blancs et nuls    | Blancs et nuls | 53           | 0,31         | 162        | 0,94       |
| Exprimés       | Exprimés          | Exprimés       | 16 868       | 99,69        | 17 035     | 99,06      |

*sortant

### Arrondissement de Rodez

#### 1ère circonscription
- Elle regroupe les cantons de Rodez, Bozouls, Pont-de-Salars, Cassagnes-Bégonhès et de Réquista, soit l'est de l'arrondissement, au centre du département.

|                | Joseph Monsservin | Libéral        | 7 704  | 54,02  |  |  |
|                | Louis Lacombe *   | Rad ind        | 6 555  | 45,96  |  |  |
|                |                   |                |        |        |  |  |
| Inscrits       | Inscrits          | Inscrits       | 17 524 | 100,00 |  |  |
| Votants        | Votants           | Votants        | 14 457 | 82,50  |  |  |
| Blancs et nuls | Blancs et nuls    | Blancs et nuls | 198    | 1,37   |  |  |
| Exprimés       | Exprimés          | Exprimés       | 14 262 | 98,63  |  |  |

*sortant

#### 2ème circonscription
- Elle regroupe les cantons de Conques, Marcillac, Rignac, Sauveterre, Naucelle et de La Salvetat, soit l'ouest de l'arrondissement, au centre du département.

|                | Édouard Gaffier * | Libéral        | 10 645 | 90,95  |  |  |
|                | Victor Mazars     | SFIO           | 1 059  | 9,05   |  |  |
|                |                   |                |        |        |  |  |
| Inscrits       | Inscrits          | Inscrits       | 18 277 | 100,00 |  |  |
| Votants        | Votants           | Votants        | 13 433 | 73,50  |  |  |
| Blancs et nuls | Blancs et nuls    | Blancs et nuls | 1 729  | 12,87  |  |  |
| Exprimés       | Exprimés          | Exprimés       | 11 704 | 87,13  |  |  |

*sortant

### Arrondissement de Saint-Affrique
- Il regroupe tous les cantons de l'arrondissement, au sud du département.

| Candidats      | Candidats             | Étiquette      | Premier tour | Premier tour |
| Candidats      | Candidats             | Étiquette      | Voix         | %            |
| -------------- | --------------------- | -------------- | ------------ | ------------ |
|                | Léonce de Castelnau * | Libéral        | 8 039        | 56,44        |
|                | Étienne Fournol       | Rép G          | 6 200        | 43,53        |
|                |                       |                |              |              |
| Inscrits       | Inscrits              | Inscrits       | 17 553       | 100,00       |
| Votants        | Votants               | Votants        | 14 362       | 81,82        |
| Blancs et nuls | Blancs et nuls        | Blancs et nuls | 119          | 0,83         |
| Exprimés       | Exprimés              | Exprimés       | 14 243       | 99,17        |

*sortant

### Arrondissement de Villefranche-de-Rouergue

#### 1ère circonscription (Sud)
- Elle regroupe les cantons de Villefranche, Najac, Rieupeyroux et de Villeneuve, soit la partie sud de l'arrondissement, à l'ouest du département.

| Candidats      | Candidats       | Étiquette      | Premier tour | Premier tour |
| Candidats      | Candidats       | Étiquette      | Voix         | %            |
| -------------- | --------------- | -------------- | ------------ | ------------ |
|                | Alfred Cibiel * | Conservateur   | 7 254        | 99,00        |
|                | Émile André     | SFIO           | 77           | 1,05         |
|                |                 |                |              |              |
| Inscrits       | Inscrits        | Inscrits       | 14 424       | 100,00       |
| Votants        | Votants         | Votants        | 10 302       | 71,42        |
| Blancs et nuls | Blancs et nuls  | Blancs et nuls | 2 975        | 28,88        |
| Exprimés       | Exprimés        | Exprimés       | 7 327        | 71,12        |

*sortant

#### 2ème circonscription (Nord)
- Elle regroupe les cantons de Capdenac-Gare, Montbazens et de Aubin, soit la partie nord de l'arrondissement.

| Candidats      | Candidats          | Étiquette      | Premier tour | Premier tour |
| Candidats      | Candidats          | Étiquette      | Voix         | %            |
| -------------- | ------------------ | -------------- | ------------ | ------------ |
|                | Émile Maruéjouls * | Rép G          | 9 890        | 61,75        |
|                | Jules Deseilligny  | Libéral        | 4 299        | 26,84        |
|                | Albert Duc-Quercy  | SFIO           | 1 836        | 11,46        |
|                |                    |                |              |              |
| Inscrits       | Inscrits           | Inscrits       | 19 644       | 100,00       |
| Votants        | Votants            | Votants        | 16 106       | 81,99        |
| Blancs et nuls | Blancs et nuls     | Blancs et nuls | 90           | 0,56         |
| Exprimés       | Exprimés           | Exprimés       | 16 016       | 99,44        |

*sortant